# 白水村 (熊本県上益城郡)
白水村（はくすいむら）は、かつて熊本県上益城郡に存在した村である。現在は菊池郡菊陽町の一部となっている。なお、かつて存在した阿蘇郡白水村（現在は南阿蘇村）とは別の村である。

## 歴史
- 1889年4月1日 - 町村制施行により、上益城郡曲手村、馬場楠村、戸次村、辛川村が合併して、白水村が発足。
- 1955年4月1日 - 菊池郡津田村、原水村と新設合併し、菊陽村が発足。